# Erlenbach (Radevormwald)
Erlenbach ist ein Ortsteil in Radevormwald im Oberbergischen Kreis im nordrhein-westfälischen Regierungsbezirk Köln in Deutschland.

## Lage

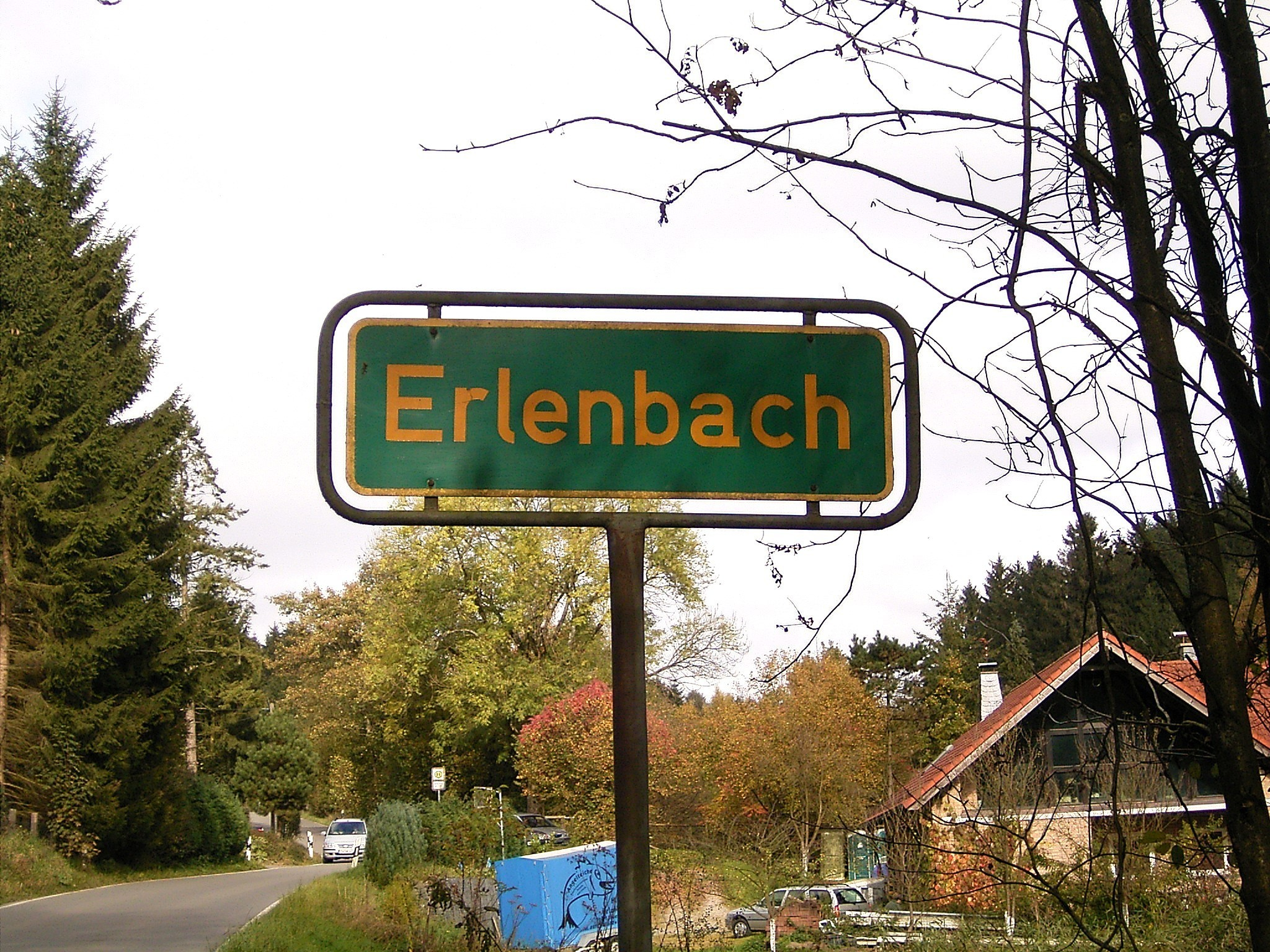

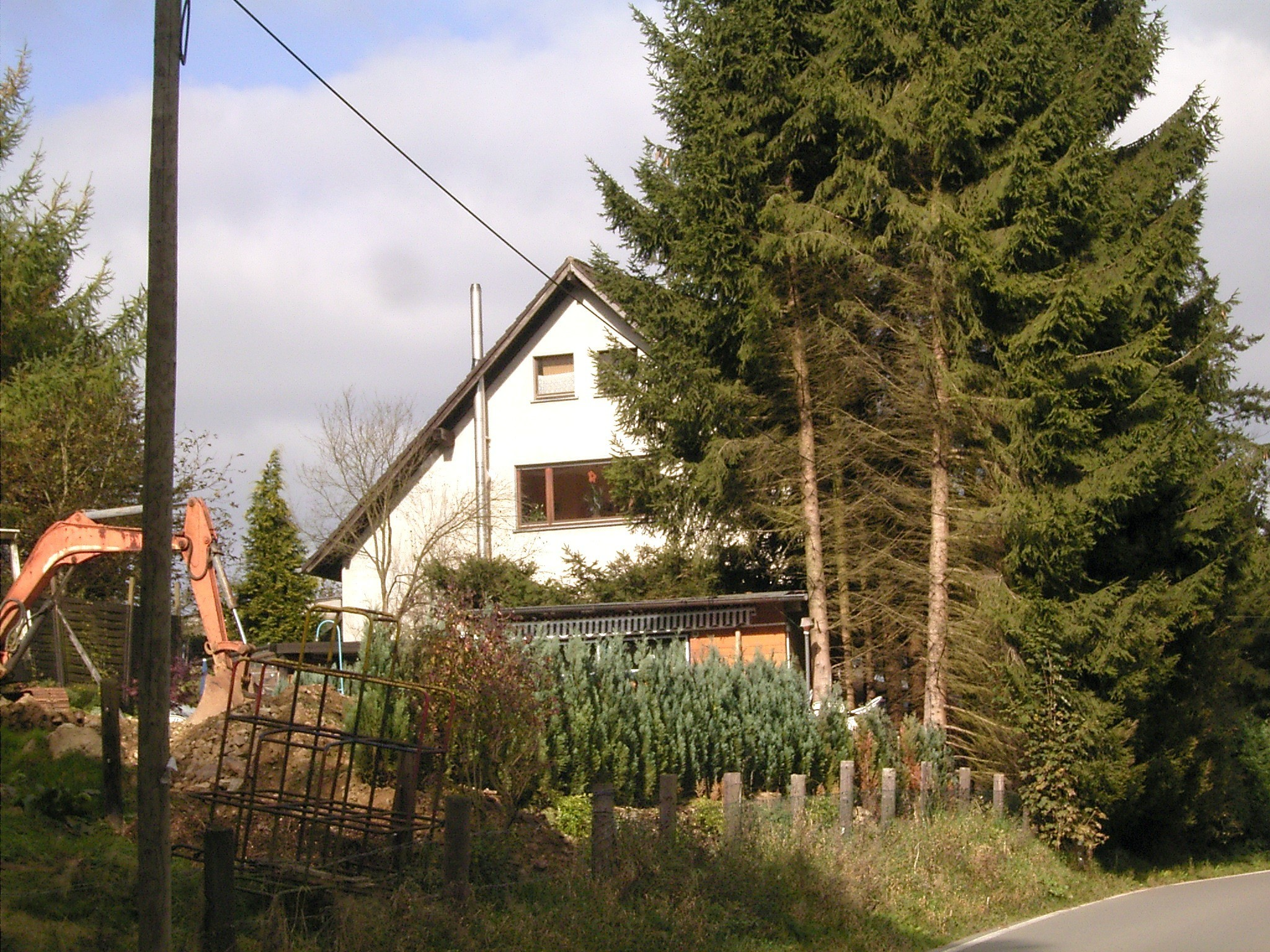

Erlenbach liegt im Südosten von Radevormwald unmittelbar an der Stadtgrenze zu Hückeswagen. Einziger Nachbarorte in relativer Nähe ist Rädereichen. Man erreicht den Ort über die Kreisstraße 11, die in Rädereichen von der Bundesstraße 229 abzweigt und in Richtung Bevertalsperre führt.
Durch Erlenbach führt ein gleichnamiger Bach, der in Höhe der Ortschaft zu Fischteichen aufgestaut wurde. Im weiteren Verlauf fließt der Erlenbach in die Bevertalsperre. Kurz hinter Erlenbach (Richtung Bachverlauf) mündet der Kreuzbach in den Erlenbach.
Westlich von Erlenbach befindet sich der Röthlingsberg (380,4 m ü. NHN) und nördlich der Hirschberg (387,2 m ü. NHN). Im Südosten liegt ein kleiner Modellflugplatz.

## Geschichte
1547 wurde der Ort das erste Mal urkundlich erwähnt und zwar „In den Listen der bergischen Spann- und Schüppendienste wird Erlenbach bei den geistlichen Gütern genannt.“
Schreibweise der Erstnennung: Erlenbach
Aus der Vergleichenden Übersicht über die Veranlagung der Mühlen in den Jahren 1872 und 1873 der Stadt Radevormwald geht hervor, dass eine Wassermühle zum Mahlen von Getreide in Erlenbach betrieben wurde. Der damalige Müller hatte demnach 6 Taler Gewerbesteuer für das Jahr 1872 zu entrichten.